# Hermann Esser
Hermann Esser (29. červenec 1900, Röhrmoos, Německé císařství – 7. únor 1981, Dietramszell, Spolková republika Německo) byl německý nacistický politik a novinář.

## Životopis
Po první světové válce pracoval Esser jako žurnalista. Zprvu sociální demokrat přešel roku 1920 k DAP později známé jako NSDAP. Od roku 1919 byl redaktorem novin Völkischer Beobachter.
Roku 1923 se Esser, ačkoliv byl nemocen, účastnil pivnicového puče. Byl odsouzen na tři měsíce vězení. Po propuštění se přidal ke křídlu bratří Gregora a Otto Strasserových. Roku 1929 se opět přiklonil k Hitlerovi. Po roce 1933 byl Esser členem bavorského zemského sněmu. Hitler ho využil jako člena ministerstva propagandy. Byl zvolen do říšského sněmu a stal se bavorským ministrem ekonomiky.
V letech druhé světové války sloužil Esser jako náměstek ministra turistiky. Roku 1945 padl do amerického zajetí. V roce 1949 odsouzen k pěti letům nucených prací. Roku 1952 byl propuštěn.

## Reference

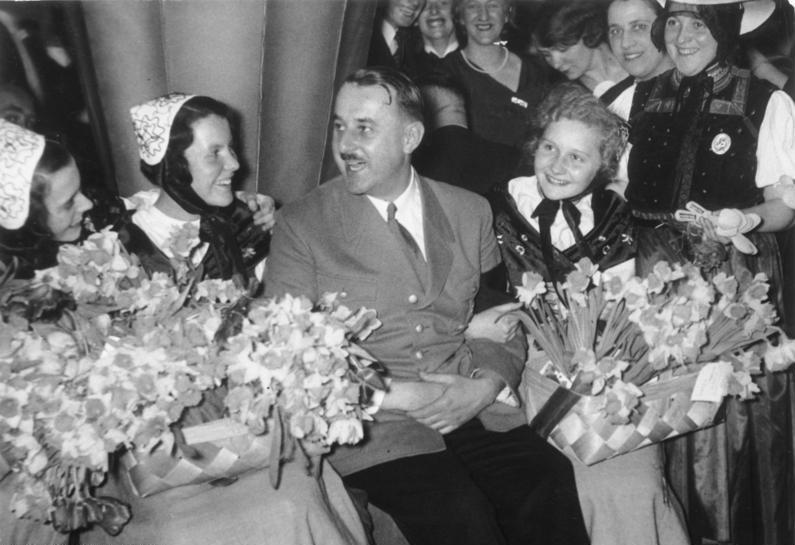
Hermann Esser